# Патикуламанасикара
Патикуламанасикара (пали Paṭikkūlamanasikāra) — палийский термин, который обычно переводится как «размышления о непривлекательности». Он относится к традиционной буддийской медитации, при которой различными способами созерцают 31 или 32 части тела. Считается, что эта форма медитации не только развивает сати (внимательность) и самадхи (сосредоточение), но и помогает преодолеть желание и похоть. Наряду с созерцанием кладбища, это одна из двух медитаций на нечистоту/непривлекательность (пали asubha).

## Перевод
Слово пали paṭikūla образовано от pati («против») и kūla («наклон» или «насыпь») и в форме прилагательного переводится как «отвратительный, неприятный, противный», а форме существительного как «мерзость, нечистота».
Слово пали manasikāra образовано от manasi (местный падеж слова mana, «в уме» или «в мысли») и karoti («создавать» или «привносить в») и переводится как «внимание» или «размышление» или «фиксированная мысль».
В современных переводах, составной термин пали patikkūla-manasikāra обычно трактуется как «размышления об непривлекательности» или, добавляя контекстную ясность за счет буквальной точности, «размышления об непривлекательности тела». Альтернативные переводы включают «внимание, направленное на отвращение» и «осознание нечистоты тела».

## Польза
Этот тип медитации традиционно упоминается как «противоядие» от чувственной страсти. Это также одна из «четырех защитных медитаций», наряду с ануссати (памятование о Будде), метта-бхавана (любящая доброта) и маранасати (памятование о смерти).
В суттах этот тип созерцания определяется как способствующий достижению множества мирских и трансцендентных целей. Например, в Гиримананда cутте (АН 10.60) Ананда с помощью декламации немедленно исцеляет больного монаха. В Сампасадания сутте (ДН 28), Шарипутра заявляет, что медитация на 31 часть тела ведёт к «достижению видения четырьмя способами» и кратко описывает, как этот метод можно использовать в качестве трамплина, с помощью которого «человек осознаёт два проявления непрерывного потока сознания: пребывающий в этом мире и — в ином». Кроме того, в Вибханга сутте СН 51.20 эта медитация используется для разработки четырёх основ сверхъестествнной силы (пали iddhipāda), с помощью которого человек способен достичь освобождения от страданий.
В то время как Палийский канон неизменно включает эту форму созерцания в свои списки техник медитации осознанности, сборник «Висуддхимагга», датируемый V веком, определяет этот тип созерцания (наряду с анапанасати) как одну из немногих медитаций, направленных на тело, особенно подходящих для развития самадхи.

## Практика

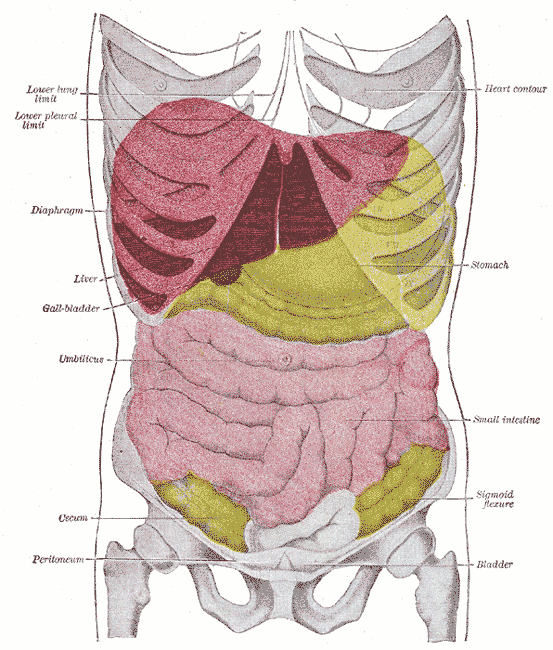
Внутренние органы, если смотреть спереди: легкие (серый), сердце (белый), печень (фиолетовый), желудок (желтый), толстый кишечник (желтый) и тонкий кишечник (розовый), из «Анатомии Грея»

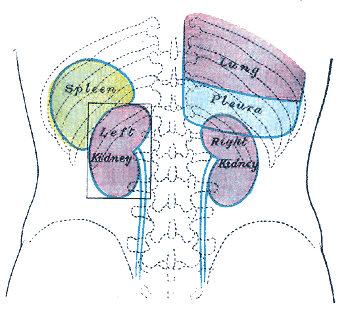
Внутренние органы, если смотреть сзади: селезенка (зеленый), почки (фиолетовый), правое нижнее легкое (фиолетовый) и плевра (синий), из анатомии Грея.

В буддийских писаниях эта практика включает в себя мысленное определение 31 части тела, которые можно созерцать различными способами.

### Объекты созерцания
волосы на голове (пали kesā), волосы на теле (пали lomā), ногти (пали nakhā), зубы (пали dantā), кожа (пали taco), плоть (пали maṃsaṃ), сухожилия (пали nahāru), кости (пали aṭṭhi), костный мозг (пали aṭṭhimiñjaṃ), почки (пали vakkaṃ), сердце (пали hadayaṃ), печень (пали yakanaṃ), плевра (пали kilomakaṃ), селезенка (пали pihakaṃ), легкие (пали papphāsaṃ), толстый кишечник (пали antaṃ), тонкий кишечник (пали antaguṇaṃ), непереваренная пища (пали udariyaṃ), кал (пали karīsaṃ), желчь (пали pittaṃ), мокрота (пали semhaṃ), гной (пали pubbo), кровь (пали lohitaṃ), пот (пали sedo), жир (пали medo), слезы (пали assu), кожный жир (пали vasā), слюна (пали kheḷo), слизь (пали siṅghānikā), синовиальная жидкость (пали lasikā), моча (пали mutta).
В нескольких суттах эти части тела контекстуализированы в рамках махабхут (великих элементов), например, элемент земли представлен частями тела от волос на голове до фекалий, а к элементу воды относятся компоненты от желчи до мочи.
Некоторые сутты предваряют созерцание этих 31 части тела следующим образом:
И что такое, Ананда, восприятие непривлекательности? Вот монах пересматривает это самое тело снизу вверх, с подошв ступней, и сверху вниз с кончиков волос [головы], обёрнутое кожей, полное разнообразных нечистот...
31 часть тела, идентифицированная в созерцании патикуламанасикары, соответствует 31 части тела, указанной в стихе «Дваттимсакара» («32 части [тела]») (Кхп. 3), который регулярно декламируется монахами. Тридцать второй частью тела, определённой в последнем стихе, является мозг (пали matthaluṅga). «Висуддхимагга» предполагает, что перечисленная 31 часть тела неявно включает в мозг в пали aṭṭhimiñjaṃ, который традиционно переводится как «костный мозг».

### Методы созерцания
Каноническая формулировка медитации такова:
Далее, монахи, монах пересматривает это самое тело снизу вверх, с подошв ступней, и сверху вниз с кончиков волос [головы], обёрнутое кожей, полное разнообразных нечистот: «В этом самом теле есть волосы на голове, волосы на теле, ногти, зубы, кожа, плоть, сухожилия, кости, костный мозг, почки, сердце, печень, диафрагма, селезёнка, лёгкие, толстые кишки, тонкие кишки, содержимое желудка, испражнения, желчь, мокрота, гной, кровь, пот, жир, слёзы, кожное масло, слюна, слизь, суставная жидкость, моча».
Что касается этого и других телесных объектов медитации, Сатипаттхана сутта МН 10 предоставляет следующий дополнительный контекст и ожидаемые результаты:
Вот каким образом он пребывает в созерцании тела как тела внутренне, или он пребывает в созерцании тела как тела внешне, или он пребывает в созерцании тела как тела и внутренне и внешне. Или же он пребывает, созерцая в теле его природу возникновения, или же он пребывает, созерцая в теле его природу исчезновения, или же он пребывает, созерцая в теле его природу и возникновения, и исчезновения. Или же осознанность в отношении того, что «вот есть это тело» утверждена в нём лишь до той степени, [до которой] необходимо, [чтобы возникло] простое знание [об этом] и осознанность. И он пребывает независимым, ни к чему в мире не цепляясь.
Согласно постканоническому палийскому комментарию к Сатипаттхана сутте, можно развить «семь видов навыков в изучении» этих объектов медитации посредством:
1. повторения частей тела вербально;
2. повторения частей тела мысленно;
3. различения частей тела по цвету;
4. различения частей тела по форме;
5. определения того, находится ли часть тела выше или ниже пупка (или и так и так);
6. определения пространственного положения частей тела;
7. пространственно и функционально сопоставляя две части тела[21].

## Традиционные источники
Название для этого типа медитации встречается во внутренних заголовках Махасатипатхана сутты ДН 22 и Сатипаттхана сутты МН 10, где созерцание 32 частей называемое пали Paṭikkūla-manasikāra-pabbaṃ (что дословно можно перевести как «отталкивание-размышление-раздел»). Впоследствии, в пост-канонической «Висуддхимагге» и других аттхакатхах термин пали paṭikkūlamanasikāra использовался непосредственно, когда речь шла об этой технике.
Эта форма медитации упоминается в следующих суттах Палийского канона (перечисленных в порядке никаи, а затем номера сутты в никае):
- Махасатипаттхана сутта («Большая сутта об основах памятования», ДН 22)[11];
- Сампасадания сутта («Проповедь об услаждающей вере», ДН 28)[9];
- Сатипаттхана сутта («Сутта об основах памятования», МН 10)[12];
- Махахаттхипадопама сутта («Большой пример со следами слона», МН 28)[16];
- Махарахуловада сутта («Большое наставление для Рахулы», МН 62)[17];
- Каягатасати сутта («Осознанность к телу», МН 119)[13];
- Дхатувибханга сутта («Разъяснение элементов», МН 140)[18];
- Вибханга сутта («Анализ», СН 51.20)[10];
- Удайи сутта («Удайи», АН 6.29)[6];
- Гиримананда сутта («Гиримананда сутта», АН 10.60)[8].

В других местах палийской литературы этот тип медитации широко обсуждается в постканонической «Висуддхимагге».
Иногда эта медитация определяется как одна из множества медитаций на тело, наряду, например, с осознанием дыхания (см. Анапанасати сутта).

## Комментарии
1. ↑  В сингальской Типитаке и палийско-английском словаре Рис Дэвидс и Стеде (1921), этот термин приведён с с двумя k (патикуламанасиккара), в то время как в бирманской типитаке версия написания с одним k.
2. ↑  Согласно Сью Гамильтон в Сутта-питаке мозг входит в традиционный список из 31 части тела только в Кхуддакка-никае в двух местах: в Кхуддакапаттхе 3 и Патисамбхидамагге  I.6. Гамильтон также также выделяет похожий, сокращённый, по-другому упорядоченный список, включающий мозг в Сутта-нипате 199. Она приписывает разницу между традиционным списком из 31 и 32 частей тела в Сутта-нипате тому, что последняя имеет стихотворную форму'"`UNIQ--ref-00000016-QINU`"'
3. ↑  В трёх суттах, МН 28, МН 62 МН 140 упоминается 31 телесный орган в контексте четырех или пяти великих элементов (mahābhūta), что в Махасатипатхана сутте а является основой для отдельной медитации. Например, судя по комментариям, созерцание paṭikkūla-manasikāra может включать пространственное осознание каждого из телесных органов или жидкостей и традиционно используется как противоядие от вожделения; с другой стороны, созерцание элементов подчёркивает тактильные ощущения твердости, жидкости, тепла и воздуха и служит основой для развития невозмутимости и понимания отсутствия Я (анатты) (например, МН 28).